# 1984 год в спорте
Список 1984 год в спорте описывает спортивные события, произошедшие в 1984 году.

## СССР
- Чемпионат СССР по боксу 1984;
- Чемпионат СССР по классической борьбе 1984;
- Чемпионат СССР по лёгкой атлетике 1984;
- Чемпионат СССР по международным шашкам среди женщин 1984;
- Чемпионат СССР по самбо 1984;
- Чемпионат СССР по хоккею с мячом 1983/1984;

### Волейбол
- Чемпионат СССР по волейболу среди женщин 1983/1984;
- Чемпионат СССР по волейболу среди женщин 1984/1985;
- Чемпионат СССР по волейболу среди мужчин 1983/1984;
- Чемпионат СССР по волейболу среди мужчин 1984/1985;

### Футбол
- Кубок СССР по футболу 1984;
- Чемпионат Латвийской ССР по футболу 1984;
- Чемпионат СССР по футболу 1984;
- ФК «Спартак» Москва в сезоне 1984;
- Созданы клубы:
  - «Аякс» (Шахтёрск);
  - «Олимпия» (Бельцы);
  - «Пардаугава»;
- Расформирован клуб «Волга» (Горький);

### Хоккей с шайбой
- Чемпионат СССР по хоккею с шайбой 1983/1984;
- Чемпионат СССР по хоккею с шайбой 1984/1985;

### Шахматы
- Личный чемпионат СССР по шахматной композиции 1984;
- Чемпионат СССР по шахматам 1984;

## Международные события
- Чемпионат Европы по фигурному катанию 1984;

### Дружба-84
- Соревнования «Дружба-84» по боксу;
- Соревнования «Дружба-84» по волейболу;
- Соревнования «Дружба-84» по лёгкой атлетике;
- Соревнования «Дружба-84» по плаванию;
- Соревнования «Дружба-84» по тяжёлой атлетике;
- Соревнования «Дружба-84» по спортивной гимнастике;
- Соревнования «Дружба-84» по художественной гимнастике;

### Зимние Олимпийские игры 1984
- Горнолыжный спорт;
- Биатлон;
- Бобслей;
- Лыжное двоеборье;
- Лыжные гонки;
  - Эстафета 4×10 км (мужчины);
- Прыжки с трамплина;
- Санный спорт;
- Фигурное катание на зимних Олимпийских играх 1984;
  - Одиночное катание (женщины);
  - Одиночное катание (мужчины);
  - Парное катание;
  - Танцы на льду;
- Хоккей;

Медальный зачёт;

### Летние Олимпийские игры 1984
- Академическая гребля;
- Баскетбол;
- Бокс;
- Борьба;
- Велоспорт;
- Водное поло;
- Волейбол;
  - Волейбол (квалификация);
- Гандбол;
- Гимнастика;
  - Спортивная гимнастика;
  - Художественная гимнастика;
- Гребля на байдарках и каноэ;
- Дзюдо;
- Конный спорт;
- Лёгкая атлетика;
  - Прыжки в длину (мужчины);
- Парусный спорт;
- Плавание;
- Прыжки в воду;
- Синхронное плавание;
- Современное пятиборье;
- Стрельба из лука;
- Стрельба;
- Теннис;
- Тяжёлая атлетика;
- Фехтование;
- Хоккей на траве;

Итоги летних Олимпийских игр 1984 года

### Чемпионаты мира
- Чемпионат мира по биатлону 1984;
- Чемпионат мира по конькобежному спорту в классическом многоборье 1984;
- Чемпионат мира по конькобежному спорту в классическом многоборье среди женщин 1984;
- Чемпионат мира по корфболу 1984;
- Чемпионат мира по лыжным видам спорта 1984;
- Чемпионат мира по современному пятиборью среди женщин 1984;
- Чемпионат мира по фигурному катанию 1984;

### Баскетбол
- Кубок чемпионов ФИБА 1983/1984;
- Кубок чемпионов ФИБА 1984/1985;

### Волейбол
- Кубок европейских чемпионов по волейболу среди женщин 1983/1984;
- Кубок европейских чемпионов по волейболу среди женщин 1984/1985;

### Международные шашки
- Чемпионат мира по международным шашкам среди мужчин 1984;
- Чемпионат мира по международным шашкам среди мужчин 1984 (матч);

### Снукер
- Irish Masters 1984;
- Jameson International 1984;
- Lada Classic 1984;
- Гран-при 1984 (снукер);
- Мастерс 1984;
- Официальный рейтинг снукеристов на сезон 1983/1984;
- Официальный рейтинг снукеристов на сезон 1984/1985;
- Снукерный сезон 1983/1984;
- Снукерный сезон 1984/1985;
- Чемпионат Великобритании по снукеру 1984;
- Чемпионат мира по снукеру 1984;
- Снукер на летних Паралимпийских играх 1984;

### Футбол
- Матчи сборной СССР по футболу 1984;
- Кубок европейских чемпионов 1983/1984;
- Кубок европейских чемпионов 1984/1985;
- Кубок Либертадорес 1984;
- Кубок обладателей кубков УЕФА 1984/1985;
- Кубок чемпионов КОНКАКАФ 1984;
- Кубок обладателей кубков УЕФА 1983/1984;
- Кубок обладателей кубков УЕФА 1984/1985;
- Международный футбольный кубок 1984;
- Финал Кубка европейских чемпионов 1984;
- Финал Кубка обладателей кубков УЕФА 1984;

#### Чемпионат Европы по футболу 1984
- Чемпионат Европы по футболу 1984 (отборочный турнир, группа 1);
- Чемпионат Европы по футболу 1984 (отборочный турнир);
- Чемпионат Европы по футболу 1984 (составы);
- Финал чемпионата Европы по футболу 1984;

### Хоккей с шайбой
- Драфт НХЛ 1984;
- Кубок Канады 1984;
- Матч всех звёзд НХЛ 1984;
- НХЛ в сезоне 1983/1984;
- НХЛ в сезоне 1984/1985;

### Шахматы
- Женская шахматная олимпиада 1984;
- Матч за звание чемпиона мира по шахматам 1984/1985;
- Матч за звание чемпионки мира по шахматам 1984;
- Матчи претендентов 1983/1984;
- Матчи претенденток 1983/1984;
- Сборная СССР против сборной мира 1984;
- Чемпионат Израиля по шахматам 1984;
- Шахматная олимпиада 1984;

## Моторные виды спорта
- Формула-1 в сезоне 1984;

## Персоналии

### Родились
- Мария Игоревна Громова — российская синхронистка, трёхкратная олимпийская чемпионка;
- Андрей Александрович Сильнов — российский прыгун в высоту; олимпийский чемпион (2008);
- Турпал Токаев — российский чеченский боец К-1 и муай-тай.